# Anommatus confusus
Anommatus confusus is een keversoort uit de familie knotshoutkevers (Bothrideridae). De wetenschappelijke naam van de soort werd in 1971 gepubliceerd door Roger Dajoz.